# Juan Pedro López
Juan Pedro López Pérez (Lebrija, 31 luglio 1997) è un ciclista su strada spagnolo che corre per il team Lidl-Trek. Professionista dal 2020, ha caratteristiche di scalatore, nel 2022 al Giro d'Italia ha vestito la maglia rosa per dieci tappe, vincendo inoltre la classifica giovani.

## Palmarès

### Strada
- 2017 (Polartec-Fundación A. Contador, una vittoria)

Memorial Agustín Sagasti
- 2018 (Kometa Cycling Team, tre vittorie)

1ª tappa Vuelta al Bidasoa (Irun > Igantzi)
Classifica generale Vuelta al Bidasoa
Trofeo Guerrita
- 2019 (Kometa Cycling Team, una vittoria)

4ª tappa Giro della Valle d'Aosta (Orsières > Champex)
- 2024 (Lidl-Trek, due vittorie)

3ª tappa Tour of the Alps (Schwaz > Schwaz)
Classifica generale Tour of the Alps

#### Altri successi
- 2022 (Trek-Segafredo)

Classifica giovani Giro d'Italia

## Piazzamenti

### Grandi Giri
- Giro d'Italia

2022: 10º
2024: 39º
- Tour de France

2023: 74º
- Vuelta a España

2020: 42º
2021: 13º
2022: 96º
2023: 17º

### Classiche monumento
- Liegi-Bastogne-Liegi

2020: 114º
2023: 49º
- Giro di Lombardia

2023: ritirato